# 243 Ida
243 Ida è un asteroide della fascia principale, appartenente alla famiglia Coronide e classificato come asteroide di tipo S. Fu scoperto nel 1884 da Johann Palisa e ha un diametro medio di circa 32 km. Ida presenta un'orbita caratterizzata da un semiasse maggiore pari a 2,8625298 au e da un'eccentricità di 0,0423704, inclinata di 1,13290° rispetto all'eclittica. Il suo nome è dedicato a Ida, nella mitologia greca una ninfa del monte Ida che fu balia di Zeus. Ida fu il primo asteroide binario ad essere scoperto; esso è infatti accompagnato da un piccolo satellite di 1,4 km, Dattilo, scoperto il 28 agosto 1993 durante la missione della sonda Galileo.
Come tutti gli asteroidi appartenenti alla fascia principale, l'orbita di Ida giace tra quella di Marte e Giove. Il suo periodo di rivoluzione è di 4,84 anni mentre il suo periodo di rotazione è di 4,63 ore. Ha una forma irregolare e allungata ed è apparentemente composto da due larghi oggetti tenuti insieme in una forma che fa venire in mente un cornetto. La sua superficie è una delle più craterizzate del sistema solare e presenta una vasta varietà di crateri differenti per età e grandezza.
Dattilo fu scoperto da Ann Harch nelle immagini arrivate dalla sonda Galileo. Il suo nome, Dattilo, deriva dai Dattili, creature che secondo la mitologia greca abitavano il Monte Ida. Avendo un diametro di soli 1,4 km, Dattilo è circa un ventunesimo della grandezza di Ida. La sua orbita intorno a Ida non può essere determinata con molta accuratezza. Comunque, le restrizioni delle possibili orbite permettono un'approssimativa determinazione della densità di Ida, che ha rivelato che Ida è povera di minerali metallici. Dattilo e Ida hanno, perciò, caratteristiche simili, portando a pensare che abbiano avuto un'origine comune.
Le immagini provenienti dalla sonda Galileo e le successive misurazioni della massa di Ida forniscono nuove informazioni riguardanti la geologia degli asteroidi di tipo S. Prima del sorvolo ravvicinato di Galileo, erano state proposte molte differenti teorie per spiegarne la composizione in termini di minerali. Determinare questa composizione permette una correlazione tra la caduta delle meteoriti sulla Terra e la loro origine nella cintura degli asteroidi. I dati provenienti dal flyby puntavano agli asteroidi di tipo S come fonte delle ordinarie Condriti, il più comune tipo di asteroidi trovati sulla Terra.

## Scoperta e osservazioni
Ida fu scoperto il 29 settembre 1884 dall'astronomo austriaco, Johann Palisa all'osservatorio universitario di Vienna. Era il 45° asteroide che scopriva. Il nome Ida fu dato da Moriz von Kuffner, produttore di birra e astronomo amatoriale viennese fautore dell'omonimo osservatorio. Ida fu riconosciuto come un membro della famiglia Coronide da Kiyotsugu Hirayama che propose nel 1918 che il gruppo comprendesse il resto dei corpi precursori distrutti.
Lo spettro di riflessione di Ida fu misurato il 16 settembre 1980 dagli astronomi David James Tholen e Edward F. Tedesco come parte del programma ECAS. Il suo spettro risultò essere uguale a quello di un asteroide di tipo S. Molte osservazioni di Ida furono effettuate nel 1993 dallo United States Naval Observatory Flagstaff Station e dall'Osservatorio di Oak Ridge. Queste osservazioni migliorarono le misurazioni dell'orbita di Ida attorno al Sole e ridussero l'incertezza della sua posizione durante il flyby di Galileo da 78 a 60 km.

## Esplorazione

La traiettoria di Galileo dal lancio all'inserimento nell'orbita di Giove

### Il flyby di Galileo
Ida fu osservato dalla sonda spaziale Galileo, diretta verso Giove nel 1993. I suoi incontri con gli asteroidi Gaspra e Ida furono secondari rispetto alla missione di esplorazione di Giove. Questi furono scelti come obiettivi in risposta ad una nuova politica della NASA che invitava tutti coloro che pianificavano missioni di veicoli spaziali che avrebbero attraversato la fascia di asteroidi a prendere in considerazione la possibilità di effettuare flyby con tali corpi celesti. Nessuna missione in precedenza aveva mai tentato un flyby simile. Galileo fu lanciato in orbita dallo Space Shuttle Atlantis missione STS-34 il 18 ottobre 1989. Cambiare la traiettoria di 'Galileo' per avvicinarsi a Ida richiese un consumo di 34 kg di propellente. I pianificatori della missione ritardarono la decisione di tentare un flyby finché non furono certi che il veicolo spaziale avrebbe avuto abbastanza propellente per terminare la propria missione su Giove.

Immagini del flyby, a partire da 5,4 ore prima dell'avvicinamento massimo e che mostrano la rotazione di Ida

La traiettoria di Galileo nel suo percorso verso Giove lo portò nella fascia asteroidale due volte. Durante il secondo passaggio, eseguì un flyby su Ida il 28 agosto 1993 ad una velocità di 12,4 km/s rispetto all'asteroide. Le immagini di bordo ripresero Ida da una distanza di 240350 km fino alla distanza minima di 2390 km. Ida è stato il secondo asteroide, dopo Gaspra, ad essere ripreso da un veicolo spaziale. Circa il 95% della superficie di Ida rientrò nelle riprese della sonda durante il flyby.
La trasmissione delle tante immagini di Ida fu ritardata a causa di un guasto dell'antenna ad alto guadagno. Le prime cinque immagini furono ricevute nel settembre 1993. Tra queste era compreso un mosaico dell'asteroide ad una risoluzione di 31–38 m/pixel. Le immagini rimanenti furono inviate la primavera successiva, quando il veicolo riuscì, in prossimità della Terra, a trasmettere ad una velocità più alta.

### Scoperte
I dati ricavati dai flyby di Galileo su Gaspra e Ida e dalla missione NEAR Shoemaker permisero per la prima volta di studiare la geologia degli asteroidi. La superficie relativamente larga di Ida esibiva una svariata gamma di tratti geologici. La scoperta di Dattilo, il primo satellite confermato di un asteroide, provvide ulteriori informazioni sulla composizione di Ida.
Ida viene classificato come un asteroide di tipo S basandosi su misurazioni spettroscopiche da terra. La composizione degli asteroidi di tipo S era incerta prima dei flyby di Galileo; in seguito a questa missione si è supposto che essi sono composti da due minerali che sono stati rilevati nelle meteoriti che cadono sulla Terra: condrite ordinaria e meteorite ferro-rocciosa. La stabilità a lungo termine dell'orbita di Dattilo induce a pensare che la densità di Ida sia inferiore a 3,2 g/cm³. Tutto ciò esclude una composizione ferro-rocciosa; se Ida fosse fatta di materiali ricchi di ferro e nichel con una densità di 5 g/cm³, dovrebbe contenere più del 40% di spazio vuoto.
Le immagini di Galileo portarono anche a scoprire che su Ida ha luogo l'erosione spaziale, un processo che col passare del tempo causa una colorazione più rossa nelle regioni più vecchie. Lo stesso processo avviene anche su Dattilo che mostra però meno cambiamenti. Quest'azione sulla superficie di Ida ha rivelato un altro dettaglio sulla sua composizione: lo spettro di riflessione delle parti appena esposte dall'erosione della superficie assomiglia alle ordinarie condriti, ma le regioni più vecchie hanno uno spettro simile a quello degli asteroidi di tipo S.

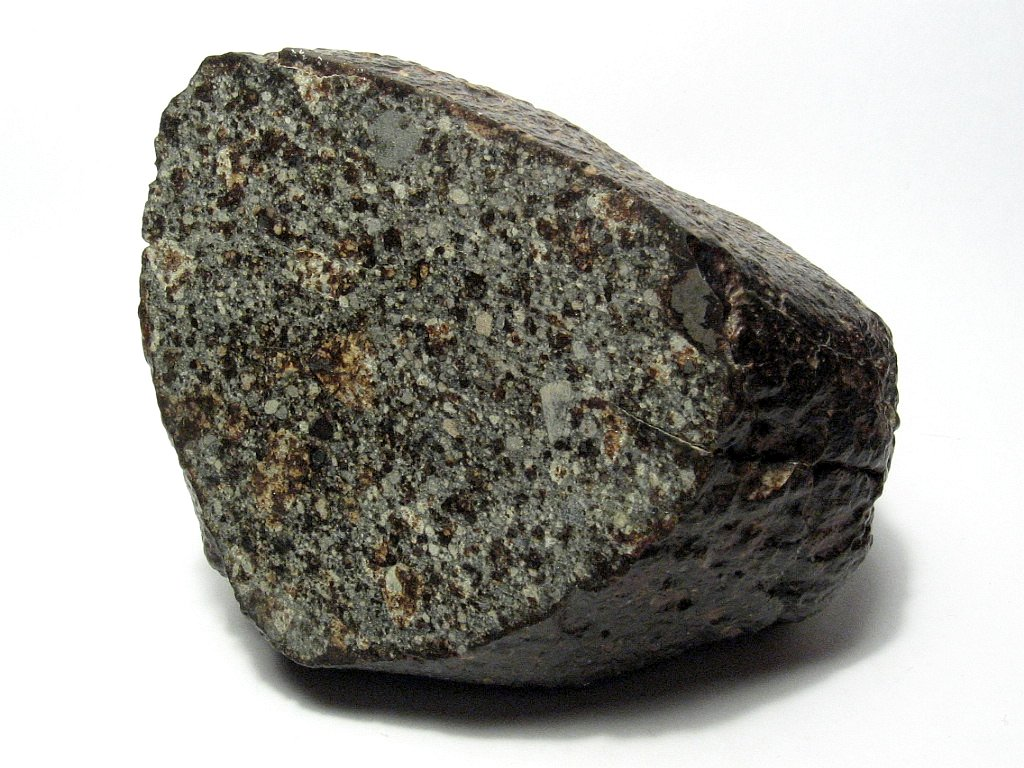
Impeccabile sezione di un meteorite di tipo condrite ordinaria

Entrambe le scoperte - gli effetti del tempo meteorologico spaziale e la bassa densità - portarono ad una nuova comprensione riguardo al rapporto esistente fra gli asteroidi di tipo S e le condriti ordinarie. Gli asteroidi di tipo S sono il tipo di asteroide più numeroso nella parte interna della fascia degli asteroidi. Le condriti ordinarie sono, allo stesso modo, il tipo più comune di meteorite trovata sulla Terra. Lo spettro di riflessione misurato dalle osservazioni remote degli asteroidi di tipo S, comunque, non corrisponde a quello delle condriti ordinarie. Il flyby di 'Galileo' su Ida ha permesso di formulare l'ipotesi che alcuni asteroidi di tipo S, in particolare quelli della famiglia Coronide, potrebbero essere la fonte di questi meteoriti.

## Caratteristiche fisiche

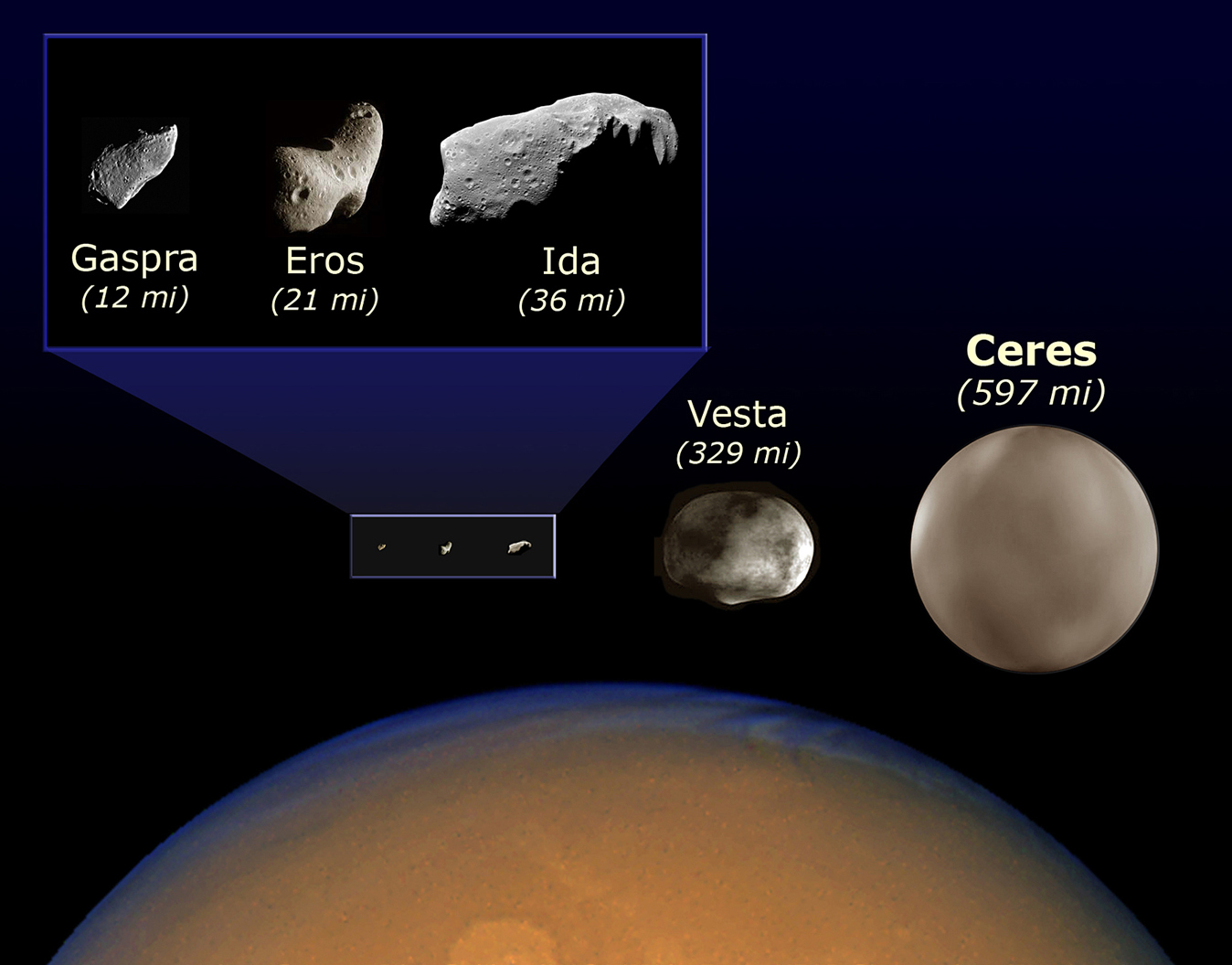
Confronto di dimensioni di Ida, con altri asteroidi, il pianeta nano Cerere e Marte.

La massa di Ida è compresa tra i 3,65 e i 4,99 × 1019 kg. Il suo campo gravitazionale produce un'accelerazione di circa 0,3-1,1 cm/s² sulla sua superficie. Questo campo è così debole che un astronauta posizionato sulla sua superficie potrebbe saltare da una delle estremità di Ida all'altra, e un oggetto che si muove a più di 20 m/s sfuggirebbe all'asteroide.

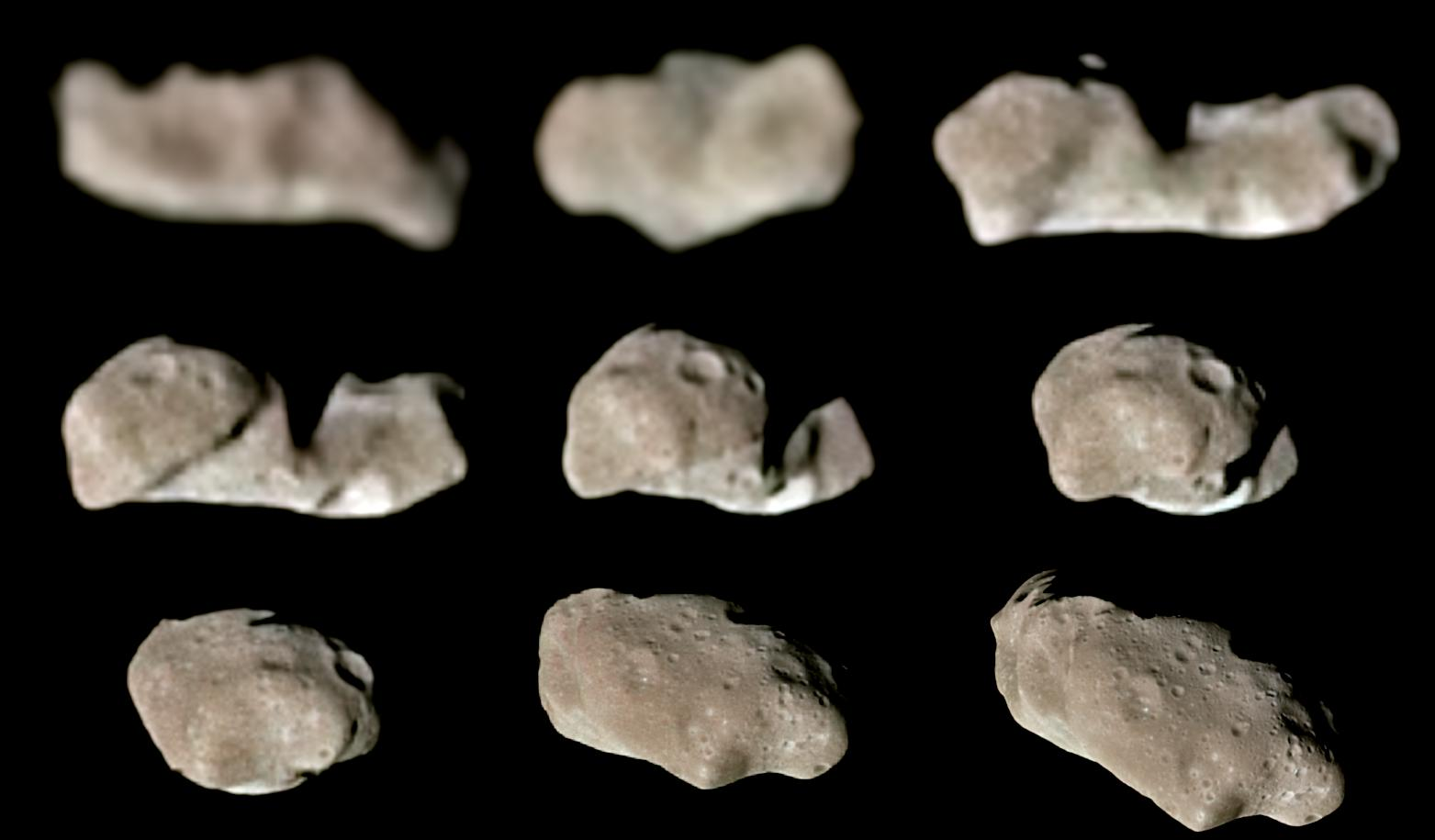
Immagini in successione della rotazione di Ida.

Ida è un asteroide fortemente allungato, con una superficie irregolare, che ricorda la forma di un cornetto. La lunghezza di Ida è 2,35 volte la sua profondità, e una specie di "strozzatura centrale" divide l'asteroide in due parti geologicamente diverse. Questa forma compressa è coerente con l'ipotesi che Ida si sia costituito a partire da due grandi componenti massicce separate, e che dei detriti abbiano riempito lo spazio tra di loro. Questi detriti tuttavia, non furono rilevati nelle immagini ad alta risoluzione scattate da Galileo. Sebbene su Ida ci siano alcuni ripidi pendii con un'inclinazione superiore ai 50°, la pendenza generalmente non supera i 35º. La forma irregolare di Ida è responsabile dell'elevata irregolarità del campo gravitazionale dell'asteroide. L'accelerazione in superficie è più bassa alle estremità dell'asteroide a causa della loro elevata velocità di rotazione. È anche bassa vicino alla "strozzatura centrale" perché la massa dell'asteroide è concentrata nelle due metà, ovvero, lontano dalla "strozzatura" stessa.

## Aspetto della superficie

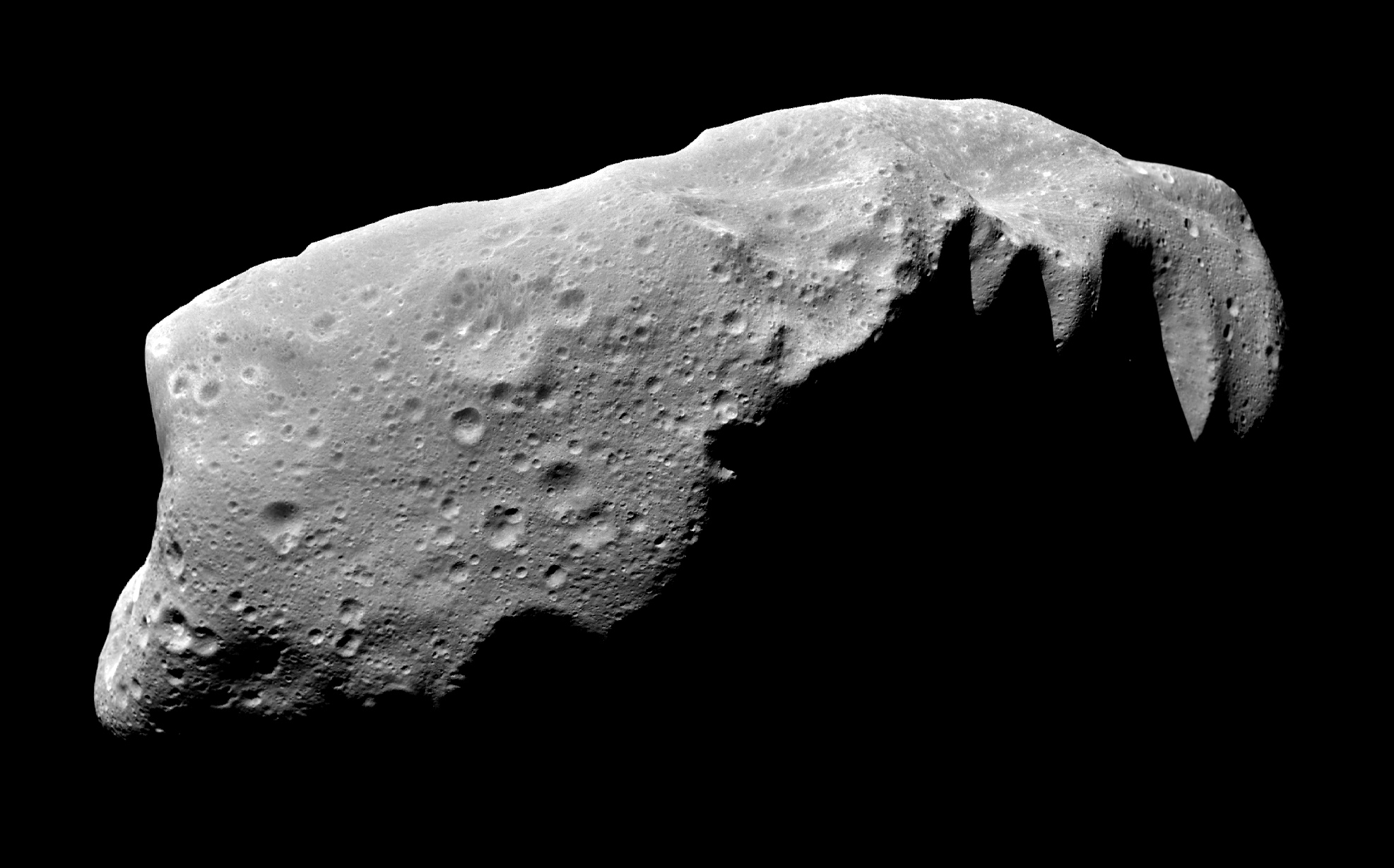
Mosaico delle immagini catturate da Galileo 3,5 minuti prima dell'avvicinamento massimo

La superficie di Ida appare considerevolmente craterizzata e per la maggior parte grigia, benché zone scoperte o di recente formazione si presentino con piccole variazioni di colore. Vicino ai crateri, sono evidenti altri particolari, come solchi, creste e sporgenze. Ida è coperta da uno spesso strato di regolite, liberatasi dai detriti, che oscurano la roccia solida sottostante. I frammenti di detriti più grandi e i massi sono chiamati ejecta block, e parecchi di questi sono stati osservati sulla superficie.

### La regolite
La superficie di Ida è ricoperta da uno strato di roccia polverizzata, chiamata regolite, per uno spessore di 50–100 m. Questo materiale fu prodotto da impatti e distribuito sulla superficie di Ida dai processi geologici. Le osservazioni di Galileo forniscono prove di recenti movimenti di regolite lungo i pendii.
La regolite presente su Ida è composta di silicati quali olivina e pirossene. I suoi cambiamenti nel corso del tempo sono dovuti ad un processo chiamato erosione spaziale. A causa di questo processo, la regolite meno recente appare più rossa rispetto al materiale apparso sulla superficie recentemente.

Immagine di Galileo di un blocco largo 150 metri a 24,8° S, 2,8° E.

Parzialmente immersi nella regolite di Ida, sono stati identificati 20 grandi ejecta block di larghezza compresa tra i 40 e i 150 m. Gli ejecta block costituiscono i pezzi più grandi di regolite. Poiché ci si aspetta che gli ejecta block vengano rapidamente distrutti da impatti astronomici, si ipotizza che quelli attualmente presenti sulla superficie o siano di recente formazione o che siano recentemente venuti a galla a seguito di impatti astronomici. La maggior parte di questi ejecta block si trovano nei crateri Lascaux e Mammoth, ma non dovrebbero avere avuto origine lì. Questa area attrae i detriti a causa dell'irregolare campo gravitazionale di Ida. Alcuni ejecta block potrebbero essere stati espulsi dal recente cratere Azzurra sulla parte opposta dell'asteroide.

## Struttura
Molte importanti strutture caratterizzano la superficie di Ida. L'asteroide sembra essere diviso in due metà, comunemente indicate come regione 1 e regione 2, collegate da una "strozzatura". Questo tratto potrebbe essere stato riempito dai detriti, oppure potrebbe essere il risultato dell'espulsione di materiale dall'asteroide in seguito a vari impatti.
La regione 1 di Ida contiene due grandi strutture. Una è una prominente dorsale lunga 40 km chiamata Townsend Dorsum che si estende per 150 gradi attorno alla superficie. La seconda struttura è la Vienna Regio, una grande depressione della superficie di Ida.
La regione 2 presenta molti insiemi di solchi, la maggior parte dei quali sono larghi 100 metri o meno e hanno una lunghezza che arriva fino a 4 km; sono localizzati in prossimità dei crateri Mammoth, Lascaux e Kartchner pur senza essere connessi con questi. Alcuni solchi sono stati messi in relazione con impatti astronomici, come ad esempio un gruppo situato di fronte a Vienna Regio.

## Crateri
Ida è uno dei corpi più densamente craterizzati nel Sistema solare, e gli impatti hanno costituito il processo primario nello scolpire la sua superficie. La craterizzazione ha raggiunto il punto di saturazione, ovvero nuovi impatti cancellano l'evidenza dei più vecchi, lasciando il numero totale dei crateri approssimativamente invariato. La superficie è coperta da crateri di tutte le dimensioni e di tutti gli stadi di degradazione, e che variano in età dai più recenti a quelli risalenti a Ida stessa. I cratere più antichi in assoluto dovrebbero essersi formati durante la fase di rottura dei corpi appartenenti alla Famiglia Coronide. Il cratere più largo, Lascaux, misura quasi 12 km di diametro. La regione 2 contiene quasi tutti i crateri più larghi di 6 km in diametro, mentre la regione 1 non ne ha per niente. Alcuni crateri sono disposti in catene.

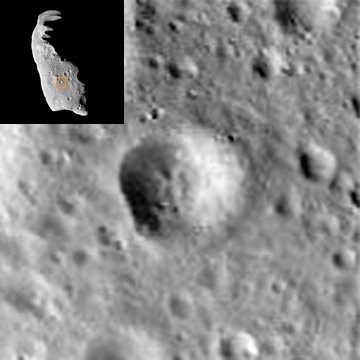
Fingal, un largo cratere asimmetrico situato a 13,2° S, 39,9° E.

I più grandi crateri hanno preso il nome da grotte e da tunnel di lava della Terra. Il cratere Azzurra, per esempio, prende il nome dalla grotta sommersa dell'isola di Capri conosciuta come Grotta Azzurra. Azzurra sembra essere il risultato del più recente impatto avvenuto su Ida. Gli ejecta block che sono derivati da questa collisione sono distribuiti in maniera discontinua sulla superficie di Ida e sono responsabili delle variazioni a larga scala di colore e di albedo della superficie. Un'eccezione alla morfologia dei crateri è il recente Fingal, un cratere asimmetrico che, su un lato, ha un netto limite tra il fondo e le pareti. Un altro cratere significante è Afon, che segna il meridiano primo di Ida.
I crateri hanno una struttura semplice: sono a forma di scodella senza una base piatta e senza sommità centrali. Essi sono distribuiti uniformemente su Ida, ad eccezione di una zona a nord del cratere Choukoutien che è più piana e meno craterizzata. Gli ejecta scavati da impatti sono depositati in maniera differente rispetto ai pianeti a causa della rapida rotazione, della bassa gravità e della forma irregolare. Gli ejecta blanket si posizionano asimmetricamente attorno ai loro crateri, ad eccezione di quelli scagliati con una velocità abbastanza alta da sfuggire dall'asteroide, che in questo caso vanno permanentemente perduti.

## Composizione
Ida è classificato come un asteroide di tipo S basandosi sulla somiglianza del suo spettro di riflessione con quello di asteroidi simili. Gli asteroidi di questo tipo condividono la propria composizione con quella delle meteoriti ferro-rocciose o della condrite. La composizione interna non è stata analizzata direttamente, ma si suppone essere simile ai materiali contenuti nelle condriti in base alle osservazioni delle variazioni di colore della superficie e alla sua densità apparente di 2,27-3,10 g/cm³. Le condriti contengono quantità variabili di silicati, quali olivina e pirossene, ferro e feldspato. L'olivina e il pirossene sono stati rilevati su Ida da Galileo. Il contenuto di minerale sembra essere omogeneo in tutta la sua estensione. Galileo ha rilevato anche variazioni minime sulla superficie e la rotazione dell'asteroide indica una densità uniforme. Supponendo che la sua composizione sia simile a quella delle condriti, la cui densità va dai 3,48 ai 3,64 g/cm³, Ida avrebbe una porosità dall'11 al 42%.
L'interno di Ida contiene, probabilmente, quantità di roccia da impatto o da frattura, chiamata megaregolite. Lo strato di megaregolite di Ida si estende da centinaia di metri a pochi chilometri al di sotto della superficie. Alcune rocce nell'interno di Ida potrebbero essersi spaccate al di sotto dei larghi crateri Mammoth, Lascaux e Undara.

## Orbita e rotazione

Orbita e posizione di Ida e di cinque pianeti il 9 marzo 2009.

Ida fa parte della famiglia Coronide della fascia principale. Ida orbita attorno al Sole ad una distanza media di 2,862 au (428,1×106 km), tra l'orbita di Marte e quella di Giove. Il suo periodo di rivoluzione è di 4,81089 anni.
Il periodo di rotazione di Ida è di 4,63 ore, e ciò ne fa uno degli asteroidi con la più alta velocità di rotazione finora scoperti. Il massimo momento di inerzia calcolato per un oggetto di densità uniforme e della stessa forma di Ida, coincide con l'asse di rotazione dell'asteroide. Ciò suggerisce che non ci siano grandi variazioni di densità all'interno dell'asteroide. L'asse di rotazione di Ida ha un periodo di precessione di 77 migliaia di anni, a causa della gravità del Sole che agisce sulla forma non sferica dell'asteroide.

## Origine
Ida si originò dalla frattura di un corpo di circa 120 km di diametro che diede origine alla famiglia Coronide. L'asteroide progenitore era lievemente diverso, con metalli più pesanti diffusi nel nucleo. È incerto da quanto tempo si sia verificato l'evento. Secondo un'analisi del processo di craterizzazione di Ida, la sua superficie risale a più di un miliardo di anni fa. Tuttavia, ciò è in contrasto con l'età stimata del sistema Ida-Dattilo, che è meno di 100 milioni di anni; a causa della sua piccola grandezza, è improbabile che Dattilo possa essere sfuggito alla distruzione per collisione per così tanto tempo. La differenza di età stimata potrebbe essere spiegata tramite un crescente tasso di craterizzazione dai detriti provenienti dalla distruzione del corpo di origine dei Coronidi.

## Dattilo

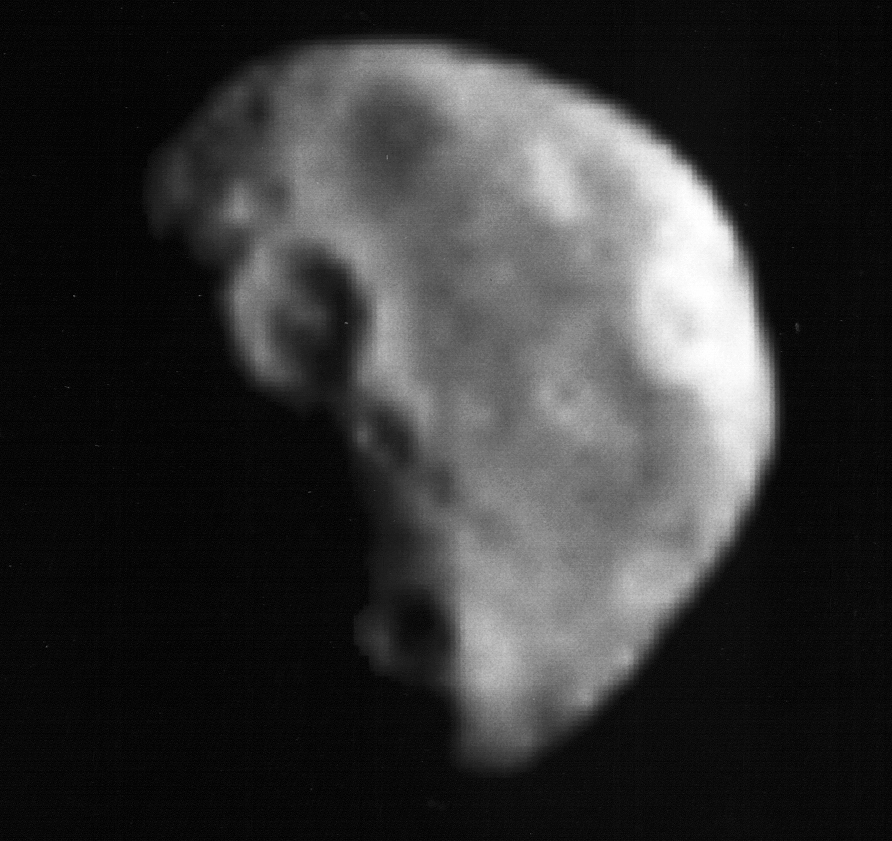
L'immagine a più alta risoluzione di Dattilo, scattata da Galileo ad una distanza di circa

Attorno a Ida orbita un piccolo satellite di nome Dattilo. Il suo nome ufficiale è (243) Ida I Dattilo e fu scoperto dalla sonda Galileo durante il suo flyby nel 1993. Queste immagini fornirono la prima conferma diretta di un satellite asteroidale. A quel tempo, Dattilo era distante 90 km da Ida, e orbitava in modo progrado. La superficie di Dattilo è pesantemente craterizzata, come Ida, ed è composta di materiali simili. La sua origine è incerta, ma i dati del flyby suggeriscono che sia un frammento del corpo di origine dei Coronidi.

### Scoperta
Dattilo è stato scoperto il 17 febbraio 1994 da Ann Harch, membro della missione Galileo, mentre esaminava le immagini scaricate dalla sonda. Galileo aveva ripreso 47 immagini di Dattilo in un periodo di osservazione di 5,5 ore nell'agosto 1993. La sonda si trovava ad una distanza di 10760 km da Ida e di 10870 da Dattilo quando, 14 minuti prima del massimo avvicinamento all'asteroide, scattò la prima foto di Dattilo.
Dattilo fu inizialmente denominato 1993 (243) 1. Il nome attuale gli fu assegnato dall'Unione Astronomica Internazionale nel 1994, dai mitologici Dattili che abitavano il Monte Ida sull'Isola di Creta.

### Caratteristiche fisiche
Dattilo è "a forma di uovo", ma "rimarchevolmente sferico" e misura 1,6 × 1,4 × 1,2 km³ e il suo asse più lungo è orientato verso Ida. La superficie di Dattilo, come quella di Ida, esibisce craterizzazione satura. La superficie è segnata da più di una dozzina di crateri con un diametro più grande di 80 m, ad indicare che la piccola luna ha sofferto di molte collisioni durante la sua storia. Almeno sei crateri formano una catena lineare, suggerendo che siano stati causati da detriti formatisi localmente, possibilmente espulsi da Ida. I crateri di Dattilo potrebbero contenere delle sommità centrali, diversamente da Ida. Questo particolare, insieme alla forma sferoidale di Dattilo, implicano che la luna, nonostante la sua piccola grandezza, sia controllata gravitazionalmente. Come Ida, la sua temperatura media è di circa 200 K (−73 °C).
Dattilo condivide molte caratteristiche con Ida. Ad esempio, i loro albedo e spettri di riflessione sono molto simili. Le piccole differenze indicano che il processo di erosione spaziale su Dattilo è meno attivo. Le sue piccole dimensioni renderebbero impossibile la formazione di regolite in quantità significative. Al contrario, Ida è ricoperta da un profondo strato di regolite.

### Orbita

Diagramma di potenziali orbite di Dattilo attorno a Ida.

L'orbita di Dattilo attorno Ida non è conosciuta con precisione. Galileo era sul piano orbitale di Dattilo quando scattò la maggior parte delle sue immagini e ciò rese difficile determinare la sua orbita in modo esatto. L'orbita di Dattilo ha direzione prograda ed è inclinata di 8° rispetto all'equatore di Ida. Basandosi su simulazioni al computer, il periapside di Dattilo, dovrebbe trovarsi ad una distanza da Ida maggiore di 65 km per rimanere su un'orbita stabile. Le diverse soluzioni orbitali generate dalle simulazioni trovano un limite nella necessità di avere un'orbita passante per i punti nei quali era presente quando fu osservato da Galileo alle 16:52:05 UT del 28 agosto 1993, a circa 90 km di distanza da Ida ad una longitudine di 85°. Il 26 aprile 1994, il telescopio spaziale Hubble osservò Ida per otto ore, ma non fu in grado di individuare Dattilo. L'individuazione sarebbe stata possibile se la luna si fosse trovata ad una distanza maggiore di 700 km da Ida.
Supponendo che la sua orbita attorno a Ida sia circolare, Dattilo ha un periodo orbitale di 20 ore. La sua velocità orbitale è approssimativamente di 10 m/s, "più o meno la velocità di una corsa veloce o di una palla da baseball lanciata lentamente".

### Età e origine
Dattilo dovrebbe essersi originata contemporaneamente a Ida, dalla distruzione dell'elemento progenitore dei corpi della famiglia Coronide. Tuttavia, potrebbe anche essersi formata più di recente, forse sotto forma di ejecta da un enorme impatto con Ida. È estremamente improbabile che sia stato catturato da Ida. Dattilo potrebbe aver subito un enorme impatto circa 100 milioni di anni fa, che ne ridusse le dimensioni.